# Kurmus
Kurmus (arab. قرمص) – miejscowość w Syrii, w muhafazie Hama. W 2004 roku liczyła 5331 mieszkańców.